# Aphanes microcarpa
Aphanes microcarpa là loài thực vật có hoa trong họ Hoa hồng. Loài này được (Boiss. & Reut.) Rothm. mô tả khoa học đầu tiên năm 1937.